# Francesc Sanahuja i Toledano
Francesc Sanahuja i Toledano (L'Hospitalet de Llobregat, 1953) és un excursionista, alpinista i dirigent esportiu català. Al llarg de la seva carrera, ha ocupat càrrecs de responsabilitat en diverses institucions esportives i ha impulsat nombroses iniciatives relacionades amb l'excursionisme, l'edició i la promoció de l'esport català.

### Trajectòria Esportiva i Institucional
Sanahuja es va iniciar en l'excursionisme durant els anys seixanta a través del moviment escolta. Posteriorment, va tenir un paper destacat en l'organització d'esdeveniments d'escalada, com la final de la Copa del Món d'Escalada Esportiva de 1989 al pavelló dels esports de Barcelona.
El 1990, es va incorporar a la junta de la Federació d'Entitats Excursionistes de Catalunya (FEEC) com a tresorer i, el 1992, va ser nomenat president en substitució de Joan Garrigós Toro. Durant el seu mandat, es va aconseguir l'adquisició de la primera seu federativa en propietat amb el suport d'institucions com Josep Lluís Vilaseca, Frederic Prieto, Albert Batlle i Josep Caminal. A més, va impulsar la modernització dels sistemes de comunicació de la federació, millorant-ne la gestió i la difusió de l'excursionisme a Catalunya.
El 1995, va formar part de l'expedició liderada per l'alpinista Josep Antoni Pujante a Alaska amb l'objectiu d'assolir el cim del McKinley (6.400 m). Malgrat que l'expedició va assolir l'objectiu, Sanahuja va haver de baixar abans a Anchorage per atendre els esportistes afectats per un accident mortal durant l'ascensió.
L'any 1996, es va incorporar a la Unió de Federacions Esportives de Catalunya (UFEC) com a vocal i, posteriorment, va ser nomenat tresorer el 1994. En aquest càrrec, va participar en la planificació de projectes d'infraestructures esportives i en la captació de recursos per l'esport català. També va tenir un paper destacat en la presentació d'inversions de la UFEC en presència dels presidents de les federacions catalanes i de Juan Antonio Samaranch.
També va ser president de la secció de Publicacions del Centre Excursionista de Catalunya, on va renovar la imatge de la revista i del logotip de l'entitat.
L'any 2002, va assumir la presidència del Club Excursionista de Gràcia, on va impulsar diverses iniciatives que van modernitzar l'entitat i la van consolidar com una referència en l'excursionisme català. Des del 2003, dirigeix la travessa Matagalls-Montserrat.

### Impulsor de la Fira del Llibre de Muntanya
El 1997, després d'assistir a la Fira del Llibre de Muntanya de Font Romeu, va començar a treballar en la creació d'una fira similar a Catalunya. El 2013, va ser nomenat director de la Fira del Llibre de Muntanya d'Osona, impulsant-ne el creixement qualitatiu i quantitatiu. L'any 2016, la fira es va traslladar a Lleida per fusionar-se amb la Fira de l'Esport i Turisme.
Sanahuja ha participat en diverses iniciatives editorials, incloent la seva col·laboració en el llibre "Mil i una raons per l'estat propi" de Jordi Mercader, on va redactar una ponència sobre la necessitat de l'autonomia esportiva catalana. També ha escrit el pròleg d'un llibre de Joan Cervera i Batariu.

### Activitat Empresarial i Social
Amb una àmplia experiència en el sector empresarial, ha treballat en multinacionals com Fichet, Henkel, Tefal, Rowenta i Schneider, així com en empreses familiars com PP. Llopis, Plastimur, Sarrió i Saplex. La seva experiència en organització, qualitat, logística i màrqueting l'ha portat a aplicar aquest coneixement en el sector esportiu i en iniciatives socials, com la seva col·laboració amb Càritas.
Ha participat en la producció de documentals sobre expedicions de muntanya en col·laboració amb el periodista Víctor Riverola, aprofitant les expedicions desenvolupades per alpinistes com Xavier Aymar i Xavier Arias a l'Himàlaia.
l'Any 2024 s'incorpora a la SECOT on apadrina projectes empresarials, realitzant formacions sobre finances, marqueting i logistica en instituts de FP. Tanmateix l'any 2024 s'incorpora com a Coordinar de grup, eixamplant les seves aportacions al mon de l'empresa.

### Lideratge en el Grup Cavall Bernat i Altres Iniciatives
Des del 2007, és membre de la junta de l'Associació Catalana de Dirigents de l'Esport i el 2011 va ser nomenat vicepresident. L'any 2018, es va incorporar com a vicepresident del Grup Cavall Bernat, juntament amb Josep Massana, consolidant l'entitat i donant-li una estructura oficial. Ha organitzat trobades rotatives a diverses localitats (Monistrol, El Bruc, Tivissa, Peramola, etc.) i ha promogut el reconeixement de destacats alpinistes com Josep Manuel Anglada, Jordi Pons, Emili Civís, Araceli Segarra i Núria Balagué com a membres d'honor del grup.
El 2019, va ser nomenat Patró de la Fundació Catalana per a l'Esport, treballant en el reconeixement del Pirineu com a Comunitat Europea de l'Esport. L'any 2022, va impulsar el projecte "Pirineus Comunitat Europea de l'Esport", aconseguint el suport de les diputacions de Barcelona, Girona i Lleida, així com dels consells comarcals amb infraestructures esportives vinculades a la natura.
El desembre de 2024, es va incorporar com a assessor de la SECOTBCN per donar suport a projectes empresarials i de networking.

### Compromís amb la Prevenció i la Seguretat Esportiva
Sanahuja ha tingut un paper destacat en la seguretat esportiva, gràcies a la seva experiència en prevenció i seguretat adquirida a FICHE SAE i la seva formació a CEPREVEN. Ha col·laborat en les Jornades de Prevenció en la Pràctica Esportiva de la Fundació Catalana per a l'Esport i ha estat membre del Grup de Seguretat i Salut de la FEEC, desenvolupant l'Observatori d'Accidents de Muntanya.

### Reconeixements i Distincions
- Medalla d'Honor de la Ciutat de Barcelona (2010)
- Medalla de Plata al Mèrit Esportiu
- Cofundador de la Federació d'Organitzacions Catalanes Internacionalment Reconegudes (FOCIR)

Sanahuja continua sent una figura destacada en el món de l'excursionisme, la gestió esportiva i la promoció de l'esport a Catalunya, amb una trajectòria marcada pel compromís amb el creixement i la innovació en l'àmbit esportiu i social.